# Challenge Ciclista a Mallorca 2012
La XXI Challenge Ciclista a Mallorca (llamada también: Iberostar Challenge Ciclista a Mallorca), trascurrió entre el 5 y el 8 de febrero de 2012. La carrera, como venía siendo habitual, la iban a componer 5 trofeos independientes dentro del UCI Europe Tour 2011-2012 de categoría 1.1, los mismos que en la pasada edición, con los leves cambios en el nombre del Trofeo Palma de Mallorca por el de Trofeo Palma y del de Trofeo Cala Millor-Cala Millor por el de Trofeo Cala Millor, sin embargo finalmente se programaron 4, eliminándose el último de ellos, siendo los trofeos de Trofeo Palma, Trofeo Migjorn, Trofeo Deià y Trofeo Serra de Tramuntana, respectivamente. Siendo un total de 598,8 km la suma de todos ellos aunque finalmente fueron 438,7 km debido a la suspensión del Trofeo Serra de Tramuntana por la nieve.
Tomaron parte en la carrera 22 equipos. Los 2 equipos españoles de categoría UCI ProTeam (Movistar Team y Euskaltel-Euskadi); los 2 de categoría Profesional Continental (Caja Rural y Andalucía); y los 2 de categoría Continental (Burgos BH-Castilla y León y Orbea Continental). En cuanto a representación extranjera, estuvieron 16 equipos: los UCI ProTour del Rabobank Cycling Team, RadioShack-Nissan, Omega Pharma-QuickStep, Lotto Belisol Team, BMC Racing Team, Katusha Team, Sky Procycling, Team Saxo Bank; los Profesionales Continentales del Saur-Sojasun, Cofidis, le Crédit en Ligne, Team Europcar, Team NetApp; y los Continentales del Endura Racing, Nutrixxion-Abus, Cyclingteam De Rijke-Shanks y Team NSP-Ghost.
Cada equipo pudo alinear un mínimo de 6 y un máximo de 9 corredores por trofeo.
Los ganadores de los trofeos fueron Andrew Fenn (quien se hizo con los dos primeros) y Lars Petter Nordhaug, respectivamente; mientras el último de ellos se suspendió por la nieve.

## Clasificaciones

### Trofeos

#### 05-02-2012: Trofeo Palma, 116 km
| Posición | Ciclista               | Equipo                 | Tiempo     |
| -------- | ---------------------- | ---------------------- | ---------- |
| 1        | Andrew Fenn            | Omega Pharma-QuickStep | 2h 23' 53" |
| 2        | André Schulze          | NetApp                 | m.t.       |
| 3        | Alexander Porsev       | Katusha                | m.t.       |
| 4        | Manuel Antonio Cardoso | Caja Rural             | m.t.       |
| 5        | Daniele Bennati        | RadioShack-Nissan      | m.t.       |
| 6        | Remco Te Brake         | De Rijke-Shanks        | m.t.       |
| 7        | Matti Breschel         | Rabobank               | m.t.       |
| 8        | Alexey Tsatevitch      | Katusha                | m.t.       |
| 9        | Zakkari Dempster       | Endura Racing          | m.t.       |
| 10       | Matteo Pelucchi        | Europcar               | m.t.       |

##### Otras clasificaciones
- Montaña:  Lars Petter Nordhaug (Sky)
- Metas volantes:  Ángel Madrazo (Movistar)
- Sprints especiales:  Ángel Madrazo (Movistar)
- Combinada:  Ángel Madrazo (Movistar)
- Equipos:  Lotto Belisol
- Balear: Vicente Reynés (Lotto Belisol)

#### 06-02-2012: Trofeo Migjorn, 171,7 km
| Posición | Ciclista               | Equipo                 | Tiempo     |
| -------- | ---------------------- | ---------------------- | ---------- |
| 1        | Andrew Fenn            | Omega Pharma-QuickStep | 3h 52' 51" |
| 2        | Alexander Porsev       | Katusha                | m.t.       |
| 3        | Matteo Pelucchi        | Europcar               | m.t.       |
| 4        | Manuel Antonio Cardoso | Caja Rural             | m.t.       |
| 5        | Edvald Boasson Hagen   | Sky                    | m.t.       |
| 6        | Yoeri Havik            | De Rijke-Shanks        | m.t.       |
| 7        | Jonathan Cantwell      | Saxo Bank              | m.t.       |
| 8        | Jon Aberasturi         | Orbea Continental      | m.t.       |
| 9        | José Joaquín Rojas     | Movistar               | m.t.       |
| 10       | Alexey Tsatevitch      | Katusha                | m.t.       |

##### Otras clasificaciones
- Montaña:  Linus Gerdemann (RadioShack-Nissan)
- Metas volantes:  Jurgen Van de Walle (Lotto Belisol)
- Sprints especiales:  Jurgen Van de Walle Lotto Belisol)
- Combinada:  Jurgen Van de Walle (Lotto Belisol)
- Equipos:  Lotto Belisol
- Regionales: Joan Horrach (Katusha)

#### 07-02-2012: Trofeo Deyá, 151 km
| Posición | Ciclista             | Equipo                  | Tiempo     |
| -------- | -------------------- | ----------------------- | ---------- |
| 1        | Lars Petter Nordhaug | Sky                     | 3h 55' 27" |
| 2        | Rui Alberto Costa    | Movistar                | + 26"      |
| 3        | Sergio Henao         | Sky                     | + 28"      |
| 4        | Jakob Fuglsang       | RadioShack-Nissan       | + 35"      |
| 5        | Tiago Machado        | RadioShack-Nissan       | + 45"      |
| 6        | Salvatore Puccio     | Sky                     | + 57"      |
| 7        | Xavier Florencio     | Katusha                 | m.t.       |
| 8        | Jeremie Galland      | Saur-Sojasun            | m.t.       |
| 9        | Greg Van Avermaet    | BMC Racing              | m.t.       |
| 10       | Gerald Ciolek        | Omega Pharma-Quick Step | m.t.       |

##### Otras clasificaciones
- Montaña:  Alexander Wetterhall (Endura Racing)
- Metas volantes:  Jetse Bol (Rabobank)
- Sprints especiales:  Jetse Bol (Rabobank)
- Combinada:  Alexander Wetterhall (Endura Racing)
- Equipos:  Lotto Belisol
- Regionales: Vicente Reynés (Lotto Belisol)

#### 08-02-2012: Trofeo Serra de Tramuntana, 160,2 km
Suspendido por la nieve.